# Geositta
A Geositta a madarak (Aves) osztályának verébalakúak (Passeriformes) rendjébe és a fazekasmadár-félék (Furnariidae) családjába tartozó nem.

## Rendszerezésük
A nembet William John Swainson írta le 1837-ben, az alábbi 11 faj tartozik ide:
- Geositta peruviana
- Geositta tenuirostris
- Geositta cunicularia
- Geositta punensis
- Geositta poeciloptera
- Geositta crassirostris
- Geositta rufipennis
- Geositta maritima
- Geositta antarctica
- Geositta saxicolina
- Geositta isabellina

## Előfordulásuk
Dél-Amerika területén honosak.

## Megjelenésük
Átlagos testhosszuk 12-19 centiméter közötti.

## Életmódjuk
Ízeltlábúakkal táplálkoznak, de néha magvakat is fogyasztanak.

## További információ
- Képek az interneten a nembe tartozó fajokról
- Internet Bird Collection